# ديزموند مورتون
ديزموند مورتون هو مؤرخ كندي، ولد في 1937 في كالغاري في كندا.